# Los 40 (México)
Los 40 (estilizado como LOS40; anteriormente llamada Los 40 Principales), es una estación radial mexicana de origen español, la cual es operada por PRISA Radio. Su programación se centra en la música pop en español e inglés.

## Historia
La XEX-FM en una estación concesionada a Sistema Radiópolis, anteriormente conocida como Televisa Radio, desde sus inicios ha transmitido música en idioma español.
El concepto de Los 40 Principales había nacido en 1966 en España, e iba creciendo hasta llegar a América. Para el año 2002 el Grupo Latino de Radio (GLR) del Grupo Prisa adquiere el 50% de las acciones de Televisa Radio en México, dando como resultado el cambio de nombre de la emisora de 'Vox FM' a 'Vox FM Los 40 Principales' y en 2004 redujo su nombre solamente a 'Los 40 Principales'.
En 2003, Televisa Radio y Grupo Radiorama firman una alianza estratégica para que en las estaciones de esta última transmita la programación de Los 40 Principales en diferentes ciudades del país.
En 2016 con motivo del 50 aniversario de su nacimiento, la icónica marca de Los 40 Principales, se inicia una campaña de supuesta reinvención para reflejar su internacionalización y transformación hacia el entretenimiento digital y audiovisual. La nueva marca comunica la renovada visión hacia el entretenimiento digital e incluye un cambio principal en su denominación, que pasa a ser LOS40. La palabra ‘Principales’ desaparece, solo como los LOS40.
La marca gráfica de LOS40 está formada por un lazo con el efecto multicolor icónico de esta marca y que simboliza la conexión entre culturas, la diversidad, la música global y el entretenimiento sin fronteras, representando su presencia internacional. El lazo también significa un elemento de conexión y unión entre las diferentes generaciones que disfrutan de su música, contenidos y eventos.
Cuenta con presencia en 12 países y con un gran potencial de desarrollo y crecimiento a nivel global en el entretenimiento musical.

## Frecuencias
- XHAGE-FM 102.3 MHz - Acapulco, Guerrero
- XHNNO-FM 99.9 MHz - Agua Prieta, Sonora
- XHAGA-FM 95.7 MHz - Aguascalientes, Aguascalientes
- XEX-FM 101.7 MHz - Ciudad de México (Estación Principal)
- XHBZ-FM 100.5 MHz - Delicias, Chihuahua
- XHNE-FM 100.1 MHz - Coatzacoalcos, Veracruz
- XHKG-FM 107.5 MHz - Córdoba, Veracruz
- XHJMG-FM 96.5 MHz - Cuernavaca, Morelos
- XHENZ-FM 92.9 MHz - Culiacán, Sinaloa
- XHPSEN-FM 96.9 MHz - Ensenada, Baja California
- XEHL-FM 102.7 MHz - Guadalajara, Jalisco
- XHCN-FM 88.5 MHz - Irapuato, Guanajuato
- XHERZ-FM 93.1 MHz - León, Guanajuato
- XHHU-FM 89.9 MHz - Martínez de la Torre, Veracruz
- XEEW-FM 97.7 MHz - Matamoros, Tamaulipas
- XHUL-FM 96.9 MHz - Mérida, Yucatán
- XHMOE-FM 90.7 MHz - Mexicali, Baja California
- XHWAG-FM 88.5 MHz - Monterrey, Nuevo León
- XHOCA-FM 89.7 MHz - Oaxaca de Juárez, Oaxaca
- XHPPLY-FM 96.1 MHz - Playa del Carmen, Quintana Roo
- XHPBA-FM 98.7 MHz -  Puebla de Zaragoza, Puebla
- XHPTOJ-FM 91.1 MHz - Puerto Vallarta, Jalisco
- XHQG-FM 107.9 MHz - Santiago de Querétaro, Querétaro (Próximamente)
- XHHLL-FM 97.1 MHz - Salina Cruz, Oaxaca
- XHEWA-FM 103.9 MHz / XEWA-AM 540 KHz- San Luis Potosí, San Luis Potosí
- XHRW-FM 97.7 MHz - Tampico, Tamaulipas
- XHAH-FM 96.9 MHz - Tuxtepec, Oaxaca
- XHEZZZ-FM 99.5 MHz - Tapachula, Chiapas (Cobertura con el suroccidente de Guatemala)
- XHERK-FM 104.9 MHz - Tepic, Nayarit
- XHTGZ-FM 96.1 MHz - Tuxtla Gutiérrez, Chiapas
- XHENI-FM 93.7 MHz - Uruapan, Michoacán
- XHWB-FM 98.9 MHz - Veracruz, Veracruz
- XHEPAR-FM 101.5 MHz - Villahermosa, Tabasco
- XHGR-FM 104.1 MHz - Xalapa, Veracruz

## Locutores y DJ's

### Actuales
- Luis Osorio "El Capi"
- Eduardo Videgaray
- José Ramón San Cristóbal "El Estaca"
- Faisy
- Gabriel "Gabo" Ramos
- Mauricio Barrientos "El Diablito"
- Delia García
- Gabriela Camacho "Gaby Cam"
- Riva Pop
- Magua Romero
- Javier Ibarreche
- Paulina Valerio
- Pedro Rincón
- Claudia Chávez
- Lucero Gama
- Alex Cámara
- Roberto Contreras
- Tony Aguilar
- DJ Nano

### Anteriores
- Facundo (2002-2024) [1]
- Rafael Basaldúa "Bazooka Joe" (2004-2021)
- Pamela Voguel (2021-2024)
- Alex Garza (2018-2024)
- "Rudy" (2019-2023)
- Iñaki Álvarez (2009-2025)
- Jorge Ugalde (2021)
- Susana Moscatel (2021)
- Paola Galina (2018-2021)
- Federico "Perico" Padilla (2002-2003)
- Olivia Luna (2003-2005, 2007-2009)
- Favio Alejo (2004-2006)
- Julio Cesar Ramírez (2002-2005)
- Priscila Reyes (2005-2007)
- Fabiola Aragón (2008)
- Mónica Escobedo (2009-2011)
- Alejandro Franco (2002-2014)
- Sandra Corcuera (2011-2013)
- Mario Cuevas "La Garra" (2004-2015)
- Habacuc Guzmán (2012-2016)
- Karina Angulo (2013-2016)
- Omar Chaparro (2002-2018)
- Tamara Vargas (2002-2018)
- Luis López (2002-2020)
- Daniel Bor (2017-2019)
- El Niño con Barba (2010-2020)

## Eventos
- El Evento 40

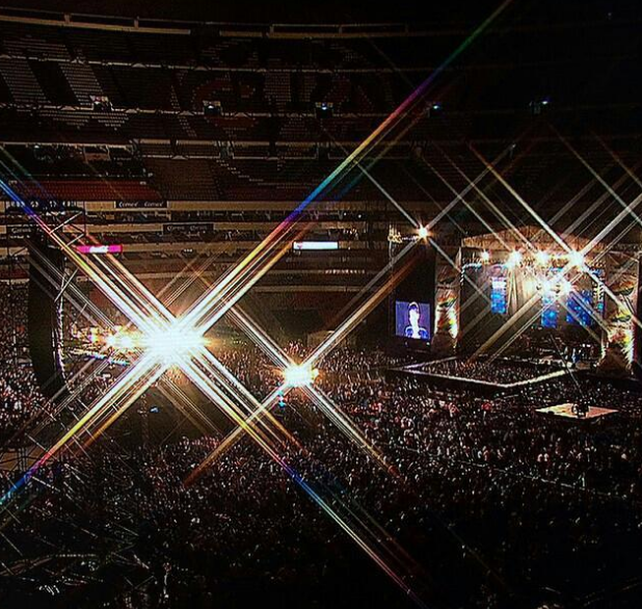
El Evento 40 en octubre de 2014 desde el Estadio Azteca

Festival de música popular que presenta a los artistas principales. En las primeras cinco ediciones se realizaba en la Plaza de Toros México, desde noviembre de 2005 hasta marzo de 2016 se realizaron en el Estadio Azteca. Desde diciembre de 2018 se lleva a cabo en el Foro Sol. Su sede es en la Ciudad de México, y se realiza también en diferentes plazas de la República. Han asistido artistas como Robbie Williams, The Rasmus, Alejandro Fernández, Hombres G, Juanes, Akon, McFly, Brandon Flowers, RBD, J Balvin, Jonas Brothers, Enrique Iglesias, Julieta Venegas, Miguel Bosé, Ana Torroja, La Oreja de Van Gogh, American Authors, Steve Aoki, Mon Laferte, Los Bunkers, Los Caligaris, Molotov, Inna, entre otros.
- LOS40 Básico

Anteriormente conocido como concierto "Básico 40", es un concepto acústico que realiza la emisora, teniendo acercamiento con un artista o grupo en específico, ya que este se realiza generalmente en un lugar muy pequeño con poco público, este concepto es originario de LOS40 España. Destacan los Básicos de Julieta Venegas, Babasónicos, Inna, Café Tacvba, Enrique Bunbury, Jesse y Joy, El Canto del Loco,  Panteón Rococó y James Blunt, entre otros.
- LOS40 Vivo

Anteriormente conocido como "Vivo 40", es un concepto realizado por la misma estación en donde reúnen de dos a tres grupos o solitas para actuar en directo, suele llevarse a cabo en recintos de poca y media capacidad. En dicho concepto destacan las actuaciones de Ana Torroja, Enjambre, Los Claxons, Playa Limbo, Sandoval, Natalia Jiménez, Rio Roma, entre otros.
- LOS40 Solidarios

Es una campaña de forestación que creó la misma estación para conservar las áreas naturales de México. Cada año se lanza la convocatoria para participar en LOS40 Solidarios.
- Premios 40 Principales América

Fueron los Premios a la música, entregados en América Latina por la Cadena LOS40.
- Arte 40

Proyecto con la colaboración de CONACULTA y la Biblioteca Vasconcelos con el que se impulsará y promocionará la creación artística emergente en México. El motivo de Los 40 Principales al crear este proyecto es ofrecer un espacio a los jóvenes talentos para mostrar su trabajo y contribuir al apoyo de la creación y producción artística contemporánea.
- LOS40 Classic

Concepto que surgió a partir de Los 40 Classic, un programa dedicado al repaso de los éxitos musicales nacionales e internacionales, desde la década de los ochenta, noventas y dosmiles pasando por los #1 de Los 40, teniendo sesiones en vivo con un artista o grupo en específico de esa época, ya que este se realiza generalmente en un lugar íntimo con poco público. Bajo este formato se han presentado Motel, Río Roma y Mœnia. Es un concepto similar a Los 40 Básico.

## Otros giros de negocio
- Tarjeta 40

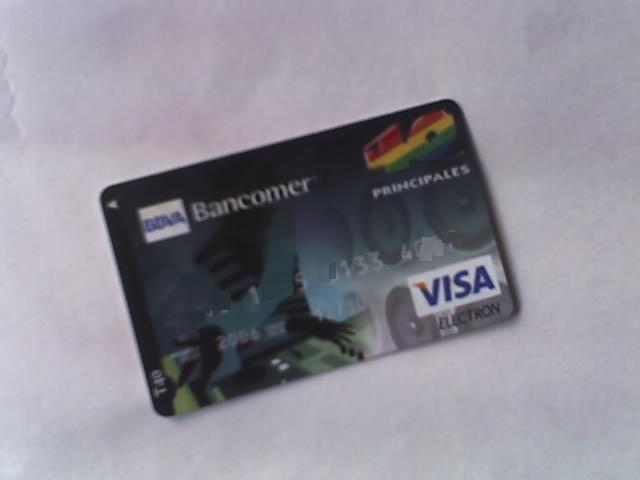
'Tarjeta 40' anterior por BBVA Bancomer.

Junto a Banorte, regresa en 2013 la Tarjeta 40 (anteriormente con BBVA Bancomer), la cual ofrece promociones, descuentos y lugares exclusivos para los eventos de LOS40, como lugares VIP en 'El Evento 40' y boletos gratuitos en diversos conciertos. El diseño actual de la Tarjeta 40 fue adquirido mediante un concurso en el que varios participantes enviaron sus propuestas para el nuevo diseño de dicha tarjeta, a diferencia de la anterior, esta tarjeta es de crédito y es Mastercard. Se puede adquirir en el sitio oficial o en cualquier sucursal de Banorte. 
- LOS40 Viajes

Ofrece viajes con diferentes paquetes a destinos nacionales e internacionales con tarifas accesibles a todo tipo de personas.
- App LOS40

Aplicación para teléfonos inteligentes, es mucho más completa e incluye noticias, vídeos, audios, programación y por supuesto la señal en vivo a cualquier parte del mundo y es totalmente gratuita.